# كارل اولسن (مهندس)
كارل اولسن (بالنرويجية البوكمول: Karl Olsen)‏ هو مهندس نرويجي، ولد في 27 ديسمبر 1910، وتوفي في 1999.